# فجرات (ذي السفال)

تعديل مصدري - تعديل

فجرات هي إحدى قرى عزلة ريده ورياد بمديرية ذي السفال التابعة لمحافظة إب، بلغ تعداد سكانها 279 نسمة حسب تعداد اليمن لعام 2004.